# Torre di Vauban

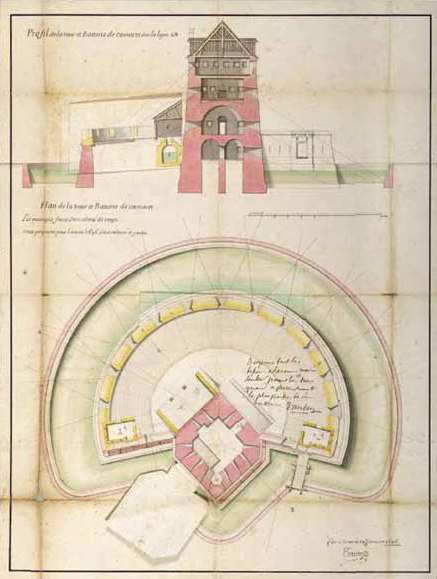
Profilo e pianta della tour de Camaret

Mappa del Mer d'Iroise

La Torre di Vauban (Tour Vauban ma anche Tour de Camaret o Tour Dorée in lingua francese) è una torre di difesa costiera eretta sulla penisola di Crozon, nel territorio di Camaret-sur-Mer, in Bretagna, sul cosiddetto Sillon de Camaret, sporgenza che si estende nel Mer d'Iroise (Oceano Atlantico).

## Storia e descrizione
La torre venne eretta tra il 1693 ed il 1696 su progetto del 1683 dell'architetto ed ingegnere militare, futuro maresciallo di Francia, Sébastien Le Prestre de Vauban, che la tracciò poi nel 1689. La sovrintendenza alla costruzione fu affidata all'ingegner Jean Pierre Traverse.
Si tratta di una fortificazione a torre a base poligonale alta 18 m per tre piani di elevazione, fiancheggiata da muraglie, un corpo di guardia ed una postazione d'artiglieria che poteva ospitare fino a 11 batterie, ed un forno per la produzione di palle da cannone, costruito questo però durante il periodo rivoluzionario. Le batterie potevano incrociare il loro fuoco con le postazioni del Point du Grand Gouin (promontorio roccioso ad ovest di Camaret) e del Quélern, frazione di Roscanvel, così come con altre batterie costiere.
Nel corso della guerra della Grande Alleanza gli anglo-olandesi, il 18 giugno 1694 tentarono uno sbarco sulla spiaggia di Trez-Roux. L'artiglieria francese, comandata dallo stesso Vauban, respinse l'attacco, armata con soli 9 cannoni (palle da 12 kg) e tre mortai da 12 pollici, in ferro. Tale successo, noto come battaglia di Camaret, valse alla cittadina l'esenzione dall'imposta di focatico fino alla rivoluzione francese.